# Hind Shoufani
Hind Shoufani, en árabe:هند شوفاني, (Líbano, 1978) es una poeta, directora y productora libanesa.

## Trayectoria
Nacida en 1978 en Líbano y criada en Damasco y Amán, Shoufani ha permanecido siendo refugiada. Reside en Oriente Medio, pero ha viajado y vivido en muchas ciudades. Sus padres son activistas palestinos. Su madre es ciudadana estadounidense y licenciada en Literatura Inglesa. Su padre, Elias Shoufani, fue a la Universidad de Princeton y fue dirigente y político de la Organización para la Liberación de Palestina.  También fue autor de más de veinticinco publicaciones. Shoufani comenzó su educación en la Universidad Libanesa Americana de Beirut, donde estudió artes comunicativas. Posteriormente recibió una beca Fulbright para asistir a la Universidad de Nueva York en Nueva York, donde se licenció en realización cinematográfica.
Shoufani ha interpretado poesía en varios eventos en lugares como el centro Alwan for the Arts de Nueva York, la Universidad Howard o el Institute for Policy Studies en Washington D. C. En 2007, fundó en Beirut Poeticians, un foro multilingüe de lectura pública para poetas de todos los orígenes que se celebra en varias ciudades. Tiene dos publicaciones de poesía, More Light Than Death Could Bear (Beirut, 2007) e Inkstains on the Edge of Light (Beirut, 2010)
En 2011, participó en la Residencia de Otoño del Programa Internacional de Escritura en la Universidad de Iowa en Iowa City.

### Poesía
La poesía en verso libre de Shoufani aborda temas como el amor, la muerte, la lujuria, la identidad, los intereses palestinos, la libertad y las cuestiones feministas en el mundo árabe.
Su segundo volumen de poesía, Inkstains on the Edge of Light (2010) contiene más de 300 páginas de poesía en verso libre y está dividido en cuatro capítulos: Muerte, Vida, Hogar y Lujuria. Anna Seaman describe el trabajo de la autora como un relato sincero y personal que aborda temas como la pérdida de su madre debido al cáncer, la relación compleja con su padre activista, las dificultades enfrentadas como refugiada palestina y la tristeza derivada de un amor no correspondido.
Shoufani ve su poesía como un acto involuntario, impulsado por emociones y pensamientos que la dominan, buscando que su obra sea clara y accesible. Se describe como fuerte, independiente e inconformista, y aspira a empoderar a otras mujeres árabes a través de su escritura.

## Reconocimientos
El documental de Shoufani de 2015, titulado Trip Along Exodus, ganó el premio al mejor documental no europeo en el Festival Europeo de Cine Independiente ÉCU, así como el Premio del Público a la mejor película en el Festival Internacional de Cine de Mujeres de El Cairo (Egipto).
El cortometraje de 2020 The present, coescrito por Shoufani y la cineasta británicopalestina Farah Nabulsi, y editado por la propia Shoufani, ganó el premio BAFTA al mejor cortometraje en 2021. También estuvo nominado a los Premios Óscar.

## Obra
- 2007 More Light Than Death Could Bear. Beirut. ISBN 978-9953010335
- 2010 Inkstains on the Edge of Light. Whole World Press. ISBN 978-0-9845128-9-8

## Filmografía
- 1998 – A Life the Color of Blood. (12 minutos)
- 2002 – Places on the Inside. (16 mm., B&W, 5 minutos)
- 2003 – Medical Marijuana Barbie. (12 minutos)
- 2003 – New Roses. (13 minutos)
- 2005 – Carencia.
- 2009 – Guidebook to Forgetfulness. (60 minutos)
- 2010 – Journey in Migration.
- 2013 – This War on Love.
- 2015 – Trip Along Exodus. (120 minutos)[9][10]
- 2015 – Chico - Spinning Since '64. (8 minutos)[11]
- 2016 – Emergence of a Union. (28 minutos)[12]
- 2018 – Journey of Rediscovery. (3 minutos)[13]
- 2018 – Capsule Arts. (5 minutos)[14]
- 2019 – We Take Back Mountains. (8 minutos)[15]
- 2019 – They Planted Strange Trees.[16]